# Lingue aymara
La famiglia delle lingue aymara è una tra le maggiori famiglie linguistiche dell'altopiano andino, assieme alle lingue quechua, alle lingue uru-chipaya e alle lingue araucane. Le lingue appartenenti a tale famiglia sono parlate prevalentemente nel sud est del Perù, in buona parte della Bolivia centro-meridionale e in piccole comunità in Cile e Argentina.
In alternativa alla designazione aymara, questo gruppo di lingue è anche noto con altri nomi: il linguista peruviano Alfredo Torero ha adottato il termine aru (che in aymara significa "lingua, parola") per riferirsi ad essa, mentre Martha Hardman propose invece jaqi (che, sempre in aymara, vuol dire "uomo, persona").
Dal momento che le lingue quechua e le lingue aymara condividono circa il 25% del loro lessico e mostrano numerose altre similitudini a livello fonologico e morfologico, alcuni linguisti, come Rodolfo Cerrón-Palomino, ritengono che queste due famiglie debbano essere riunite assieme in un unico grande raggruppamento, il quechumara. Altri studiosi, critici di tale ipotesi, sostengono al contrario che le somiglianze tra quechua e aymara siano spiegabili per via di prestiti dovuti al duraturo e prolungato contatto fra le due culture, favorito dalla diffusione di un sistema economico misto basato su agricoltura e pastorizia.

## Classificazione
La famiglia linguistica aymara è così articolata al suo interno:
- Lingua aymara [aym]: con più di un milione di parlanti residenti in Perù, Bolivia, Cile e Argentina. Si riscontrano due varietà dialettali: l'aymara centrale [ayr] e l'aymara meridionale [ayc].[5][6] La parlata di La Paz è comunemente considerata come standard, nonché quella meglio descritta.[7][8]
- Lingua jaqaru [jqr]: parlata da circa 740 locutori nel villaggio di Tupe e nei centri limitrofi della provincia di Yauyos, in Perù. Di una certa rilevanza è anche il dialetto kawki (o cauqui), diffuso nel villaggio di Cachuy, che per alcuni aspetti, specie a livello fonologico, si discosta considerevolmente dallo jaqaru propriamente detto.[1][9]

## Caratteristiche

### Fonologia
L'aymara, lo jaqaru e il kawki possiedono un sistema fonologico che differenzia soltanto tre fonemi vocalici, ‹a› /a/, ‹i› /i/ e ‹u› /u/, sia brevi che lunghi (nell'ortografia la lunghezza vocalica è rappresentata con ‹¨›). Quando vengono a trovarsi nelle vicinanze delle uvulari ‹q› /q/ e ‹x› /χ/, generalmente la /i/ e la /u/ sono pronunciate come vocali medio-alte, [e] e [o] rispettivamente. Lo jaqaru, a differenza dell'aymara e del kawki, mostra la presenza di un processo assimilatorio simile all'armonia vocalica. Ad esempio, la forma verbale jaqaru irp-k-utu "mi accompagna" corrisponde al kawki irp-k-itu e all'aymara irp-itu, dove la /i/ del suffisso -itu risulta assimilata alla /u/ della sillaba seguente in jaqaru.
Il repertorio consonantico delle lingue aymara è piuttosto complesso. La serie delle occlusive e delle affricate distinguono le articolazioni semplici (es. ‹p› /p/) da quelle aspirate (es. ‹p"› /pʰ/) e da quelle eiettive (es. ‹p'› /p’/). Lo jaqaru e il kawki presentano inoltre una serie di affricate retroflesse di cui l'aymara è privo.
Tutte le parole aymara terminano in vocale; anche i prestiti dalle lingue straniere con consonante finale vengono "aymarizzati" aggiungendo una -a, ad es. lo spagnolo habas "fave" entra in aymara come hawasa.
Molte delle caratteristiche sopraelencate si riscontrano anche nelle lingue quechua.

### Morfologia e sintassi
Le lingue aymara sono agglutinanti. Alcuni suffissi impiegati nella morfologia nominale (marche di caso e suffissi possessivi) e in quella verbale (indicazione del tempo, del soggetto e dell’oggetto) causano la caduta della vocale immediatamente precedente. In jaqaru, ad esempio, il sostantivo uta "casa" perde la /a/ finale quando ad esso sono aggiunti i suffissi possessivi, come in ut-nha "la mia casa" o ut-ma "la tua casa". Analogamente, in aymara la sequenza di morfemi uma- ("bere") + -ta- (1ª persona singolare soggetto e 3ª° persona singolare oggetto) + -wa (suffisso di fine frase), si realizza come umtwa "io (lo) bevo", dove le /a/ della radice verbale e del suffisso personale si perdono.
L’ordine sintattico dei costituenti all'interno della frase è prevalentemente SOV.